# René Monory

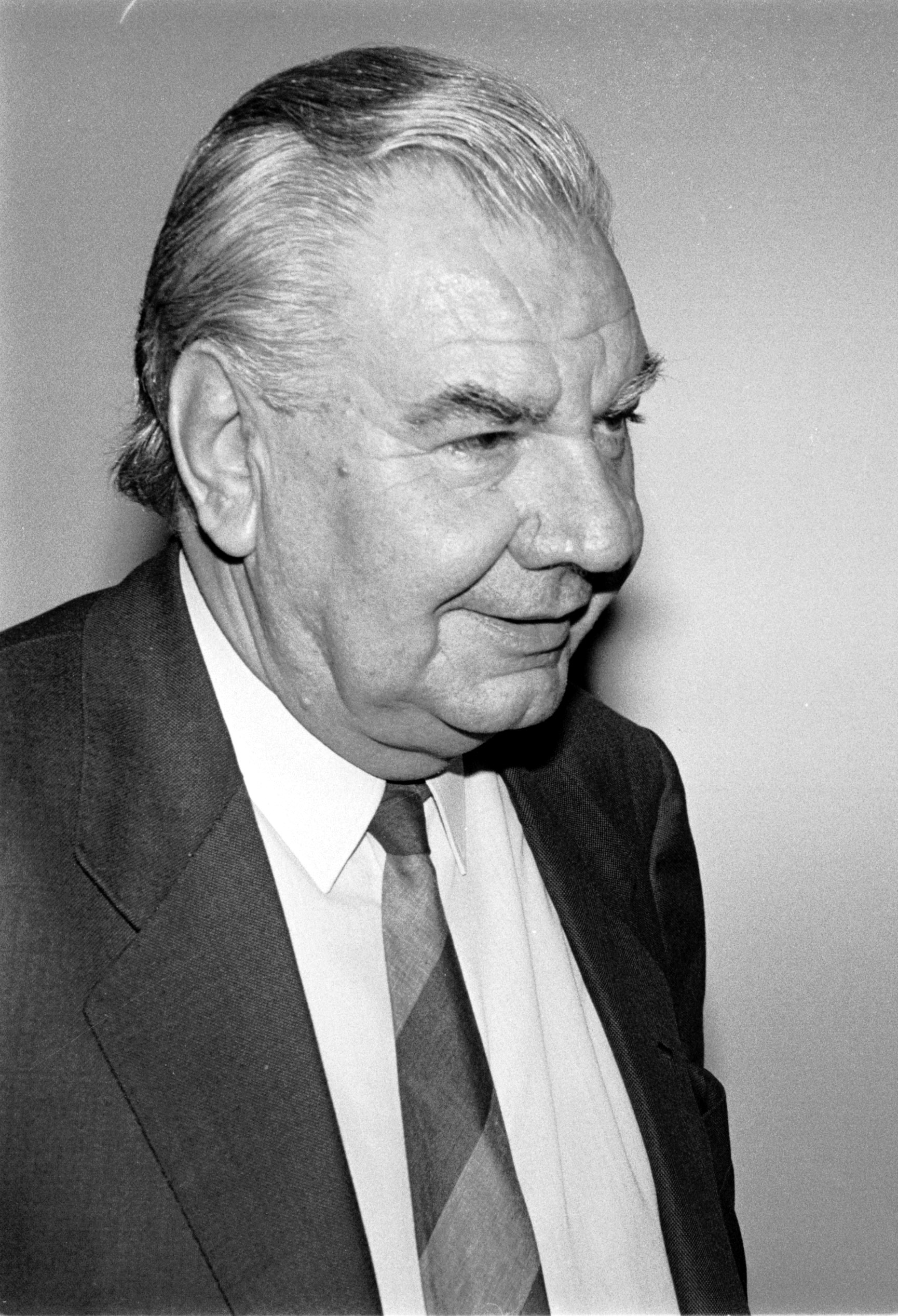
René Monory 1986

René Monory (* 6. Juni 1923 in Loudun; † 11. April 2009 ebenda) war ein französischer Politiker der UDF. Monory bekleidete oft Ministerposten und war Präsident des französischen Senats.

## Leben
Monory, ohne weiterführenden Schulabschluss, war als Automechaniker tätig und trug daher den Spitznamen garagiste de Loudun, als er 1959 das erste Mal zum Bürgermeister seiner Heimatstadt Loudun gewählt wurde. Von 1968 bis 1977 und von 1986 bis 2004 war er Mitglied des französischen Senats für das Département Vienne. 1977 berief Premierminister Raymond Barre ihn als Minister für Industrie, Handel und Handwerk, ab 1978 als Minister für Wirtschaft, ein Amt, das er bis 1981 ausübte, wobei zu seinen Leistungen vor allem die Einführung des Volks-Sparkassensystems SICAV zählt. Er wurde am 20. März 1986 als Bildungsminister in das bürgerliche Kabinett von Premierminister Jacques Chirac berufen. Er hatte das Amt bis zum Ende dieser Regierung am 12. Mai 1988 inne.
1992 bis 1998 war er Präsident des französischen Senats. Auf seine Initiative geht der Bau des Futuroscopes der Stadt Poitiers zurück.

## Auszeichnungen
Er wurde mit dem Orden des Ritters der Ehrenlegion ausgezeichnet. 1997 erhielt er das Große Goldene Ehrenzeichen am Bande für Verdienste um die Republik Österreich.